# Edvin Landsem
Edvin Landsem (* 27. Februar 1925 in Rindal; † 31. August 2004 in Rindal) war ein norwegischer Skilangläufer.

## Werdegang
Landsem, der für den Idrettslaget Troll aus Rindal startete, belegte bei den Nordischen Skiweltmeisterschaften 1950 in Lake Placid den 22. Platz über 18 km und den 12. Rang über 50 km. Bei den Olympischen Winterspielen 1952 in Oslo errang er den siebten Platz über 50 km. Im selben Jahr kam er beim Holmenkollen Skifestival auf den zweiten Platz im Lauf über 50 km. Zwei Jahre später lief er bei den Nordischen Skiweltmeisterschaften in Falun auf den 26. Platz über 15 km, auf den 17. Rang über 30 km und auf den fünften Platz über 50 km. Bei seiner letzten Olympiateilnahme 1956 in Cortina d’Ampezzo kam er auf den 15. Platz über 50 km. Bei den norwegischen Meisterschaften siegte er im Jahr 1951 über 50 km. Zudem errang er dabei über 30 km einmal den zweiten (1950) und zweimal den dritten Platz (1951, 1954), über 50 km je einmal den zweiten (1954) und dritten Platz (1955) und mit der Staffel einmal den dritten Platz (1961).